# Alexandria (guvernement)
Guvernementet Alexandria (arabiska: محافظة الإسكندرية, Muhafazat al-Iskandariyya) är ett av Egyptens 27 muhāfazāt (guvernement). Guvernementet ligger vid Nilens utlopp i Medelhavet i landets norra del.
Huvudort är staden Alexandria.

## Geografi
Guvernementet har en yta på cirka 2 679 km² med cirka 4,1 miljoner invånare. Befolkningstätheten är 1 530 invånare/km².

## Förvaltning
Guvernementets ISO 3166-2 kod är EG-ALX och huvudort är Alexandria. Guvernementet är ytterligare underdelad i 17 kism (distrikt), 1 särskilt förvaltningsområde (Police administrated area), 1 område (area) och 1 stad (New City).